# Bucharest Trophy (handbal feminin) - Ediția 2014

Bucharest Trophy 2014 a fost prima ediție a turneului Bucharest Trophy, găzduit în intersezon de București, România, între 21 și 24 august. Bucharest Trophy s-a desfășurat sub forma unei competiții internaționale amicale de handbal feminin pentru cluburi. Finalista din 2014 a Ligii Campionilor EHF (ŽRK Budućnost) a participat la turneu, împreună cu echipa organizatoare (CSM București) și alte patru formații. Partidele s-au desfășurat la Sala Polivalentă.

## Cluburi participante
La competiția din 2014 au luat parte șase echipe. Cu excepția clubului gazdă, pe data de 9 mai 2014 fuseseră confirmate alte patru echipe invitate. Printre ele urma să se afle și cea mai recentă câștigătoare a Cupei Cupelor EHF (Viborg HK). A cincea echipă a fost făcută publică pe 28 mai. Totuși, pe data de 29 mai s-a anunțat că Viborg HK nu poate participa, urmând să fie invitată altă echipă. Ulterior, s-a făcut cunoscut că ultima echipă ce va participa la turneu va fi Astrahanocika Astrahan.
Astfel, cluburile participante au fost:
- CSM București (clubul gazdă)
- ŽRK Budućnost Podgorica
- Rostov-Don
- SG BBM Bietigheim
- Muratpaşa Belediyesi SK
- Astrahanocika Astrahan

## Faza grupelor
Pe 25 iulie 2014 s-a anunțat componența grupelor și programul meciurilor:

### Grupa A
| Echipa            | M | V | E | Î | GM | GP | G   | Pct |
| ----------------- | - | - | - | - | -- | -- | --- | --- |
| ŽRK Budućnost     | 2 | 2 | 0 | 0 | 58 | 47 | +11 | 4   |
| Rostov-Don        | 2 | 1 | 0 | 1 | 54 | 53 | +1  | 2   |
| SG BBM Bietigheim | 2 | 0 | 0 | 2 | 44 | 56 | −12 | 0   |

| 21 august 2014 16:30 | ŽRK Budućnost | 30 - 26 | Rostov-Don            | Sala Polivalentă, București Asistență: 1.000 Arbitri: Pârvu, Stamatoiu |
| 21 august 2014 16:30 | Bulatović 7   | (16-14) | Bobrovnikova, Ilina 6 | Sala Polivalentă, București Asistență: 1.000 Arbitri: Pârvu, Stamatoiu |
| 21 august 2014 16:30 | Cronica       |         |                       | Sala Polivalentă, București Asistență: 1.000 Arbitri: Pârvu, Stamatoiu |

| 22 august 2014 16:30 | BBM Bietigheim | 23 - 28 | Rostov-Don              | Sala Polivalentă, București Arbitri: Harabagiu, Stănescu |
| 22 august 2014 16:30 | Ilyés 10       | (10-15) | Borșcenko, Managarova 5 | Sala Polivalentă, București Arbitri: Harabagiu, Stănescu |
| 22 august 2014 16:30 | 2×             | Cronica | 6× 2× 1×                | Sala Polivalentă, București Arbitri: Harabagiu, Stănescu |

| 23 august 2014 16:30 | ŽRK Budućnost | 28 - 21 | BBM Bietigheim | Sala Polivalentă, București |
| 23 august 2014 16:30 | Petrović 9    | (18-9)  | Malestein 9    | Sala Polivalentă, București |
| 23 august 2014 16:30 | Cronica       |         |                | Sala Polivalentă, București |

### Grupa B
| Echipa                 | M | V | E | Î | GM | GP | G   | Pct |
| ---------------------- | - | - | - | - | -- | -- | --- | --- |
| CSM București          | 2 | 2 | 0 | 0 | 58 | 33 | +25 | 4   |
| Astrahanocika Astrahan | 2 | 1 | 0 | 1 | 50 | 45 | +5  | 2   |
| Muratpaşa Belediyesi   | 2 | 0 | 0 | 2 | 34 | 64 | −30 | 0   |

| 21 august 2014 19:00 | CSM București       | 33 - 14 | Muratpaşa Belediyesi | Sala Polivalentă, București Asistență: 1.000 Arbitri: Florescu, Stoia |
| 21 august 2014 19:00 | Glibko, Rodrigues 5 | (18-7)  | Laiuk 8              | Sala Polivalentă, București Asistență: 1.000 Arbitri: Florescu, Stoia |
| 21 august 2014 19:00 | Cronica             |         |                      | Sala Polivalentă, București Asistență: 1.000 Arbitri: Florescu, Stoia |

| 22 august 2014 19:00 | Astrahanocika Astrahan | 31 - 20 | Muratpaşa Belediyesi | Sala Polivalentă, București Arbitri: Doană, Gociu |
| 22 august 2014 19:00 | Kuznețova 12           | (15-12) | Pavić 6              | Sala Polivalentă, București Arbitri: Doană, Gociu |
| 22 august 2014 19:00 | Cronica                |         |                      | Sala Polivalentă, București Arbitri: Doană, Gociu |

| 23 august 2014 19:00 | CSM București | 25 - 19 | Astrahanocika Astrahan | Sala Polivalentă, București Asistență: 1.500 |
| 23 august 2014 19:00 | Rodrigues 6   | (10-9)  | Iejikava 6             | Sala Polivalentă, București Asistență: 1.500 |
| 23 august 2014 19:00 | Cronica       |         |                        | Sala Polivalentă, București Asistență: 1.500 |

## Fazele eliminatorii

### Locurile 5-6
| 24 august 2014 14:00 | SG BBM Bietigheim | 30 - 29 | Muratpaşa Belediyesi | Sala Polivalentă, București |
| 24 august 2014 14:00 | Ilyés 11          | (16-14) | Laiuk 10             | Sala Polivalentă, București |
| 24 august 2014 14:00 | Cronica           |         |                      | Sala Polivalentă, București |

### Locurile 3-4
| 24 august 2014 16:30 | Rostov-Don | 31 - 32 (27-27) | Astrahanocika Astrahan | Sala Polivalentă, București Arbitri: Harabagiu, Stănescu |
| 24 august 2014 16:30 | Ilina 6    | (13-10)         | Raciteleva 9           | Sala Polivalentă, București Arbitri: Harabagiu, Stănescu |
| 24 august 2014 16:30 | 7× 2×      | Cronica         | 4× 3× 2×               | Sala Polivalentă, București Arbitri: Harabagiu, Stănescu |

### Finala
| 24 august 2014 19:00 | ŽRK Budućnost | 20 - 24 | CSM București | Sala Polivalentă, București Asistență: 2.800 Arbitri: Florescu, Stoia |
| 24 august 2014 19:00 | Cvijić 7      | (12-12) | Rodrigues 9   | Sala Polivalentă, București Asistență: 2.800 Arbitri: Florescu, Stoia |
| 24 august 2014 19:00 | 2× 3×         | Cronica | 2×            | Sala Polivalentă, București Asistență: 2.800 Arbitri: Florescu, Stoia |

## Clasament și statistici
| \| \| CSM București \| \| 2 \| ŽRK Budućnost \| \| 3 \| Astrahanocika Astrahan \| \| 4 \| Rostov-Don \| \| 5 \| Muratpașa Belediyesi \| \| 6 \| SG BBM Bietigheim \| |                        |
| | CSM București          |
| 2 | ŽRK Budućnost          |
| 3 | Astrahanocika Astrahan |
| 4 | Rostov-Don             |
| 5 | Muratpașa Belediyesi   |
| 6 | SG BBM Bietigheim      |

| \| Poz. \| Nume \| Echipă \| Goluri \| \| ---- \| ------------------- \| ---------------------- \| ------ \| \| 1 \| Annamária Ilyés \| SG BBM Bietigheim \| 23 \| \| 2 \| Olga Laiuk \| Muratpașa Belediyesi \| 22 \| \| 2 \| Angela Malestein \| SG BBM Bietigheim \| 22 \| \| 4 \| Ana Paula Rodrigues \| CSM București \| 20 \| \| 5 \| Karina Iejikava \| Astrahanocika Astrahan \| 17 \| \| 5 \| Polina Kuznețova \| Astrahanocika Astrahan \| 17 \| \| 5 \| Radmila Petrović \| ŽRK Budućnost \| 17 \| \| 8 \| Ekaterina Ilina \| Rostov-Don \| 15 \| \| 9 \| Maria Raciteleva \| Astrahanocika Astrahan \| 14 \| \| 9 \| Linnea Torstenson \| CSM București \| 14 \| | - Portar: Mayssa Pessoa (BRA) - Extremă stânga: Polina Kuznețova (RUS) - Inter stânga: Cristina Neagu (ROU) - Coordonator: Ana Paula Rodrigues (BRA) - Pivot: Dragana Cvijić (SRB) - Inter dreapta: Katarina Bulatović (MNE) - Extremă dreapta: Radmila Petrović (MNE) - Cea mai bună jucătoare: Mayssa Pessoa (BRA) - Cea mai bună marcatoare: Annamária Ilyés (HUN) (23 goluri) Sursa: Pagina oficială a Bucharest Trophy 2014 |                        |        |
| Poz. | Nume | Echipă                 | Goluri |
| 1 | Annamária Ilyés | SG BBM Bietigheim      | 23     |
| 2 | Olga Laiuk | Muratpașa Belediyesi   | 22     |
| 2 | Angela Malestein | SG BBM Bietigheim      | 22     |
| 4 | Ana Paula Rodrigues | CSM București          | 20     |
| 5 | Karina Iejikava | Astrahanocika Astrahan | 17     |
| 5 | Polina Kuznețova | Astrahanocika Astrahan | 17     |
| 5 | Radmila Petrović | ŽRK Budućnost          | 17     |
| 8 | Ekaterina Ilina | Rostov-Don             | 15     |
| 9 | Maria Raciteleva | Astrahanocika Astrahan | 14     |
| 9 | Linnea Torstenson | CSM București          | 14     |